# Labarthe-Rivière
Labarthe-Rivière este o comună în departamentul Haute-Garonne din sudul Franței. În 2009 avea o populație de 1.351 de locuitori.

## Evoluția populației
| An        | 1975  | 1982  | 1990  | 1999  | 2006  | 2009  |
| --------- | ----- | ----- | ----- | ----- | ----- | ----- |
| Populație | 1.177 | 1.195 | 1.198 | 1.152 | 1.277 | 1.351 |